# Femfingerört
Femfingerörten (Potentilla argentea) är en flerårig ört i familjen rosväxter. Den växer i huvudsak på torr mark.
Sitt namn har femfingerörten fått efter de femflikiga bladen. Dessa blad har silverfärgade hår på undersidan; ett annat namn för örten är därför silverfingerört. Den har en grenad jordstam och ett upprätt växtsätt. Blommorna är små och ljusgula och växer i kvastar på stjälkar som är cirka 15–30 cm långa. Dessa stjälkar är liksom bladens undersidor täckta av silvriga filthår.
Femfingerörten förekommer över hela Sverige, utom i fjällen.

## Apomiktiskasmåarter
Eftersom femfingerörten kan bilda frö utan befruktning, har den uppdelats i ett antal apomiktiska småarter, däribland:
- Vanlig femfingerört P. a. var. argentea
- Liten femfingerört P. a. var. demissa
- Stor femfingerört P. a. var. incanescens
- Smal femfingerört P. a. var. decora
- Vasstandad femfingerört P. a. var. acutifida
- Flikad femfingerört P. a. var. dissecta

## Externa länkar och källor

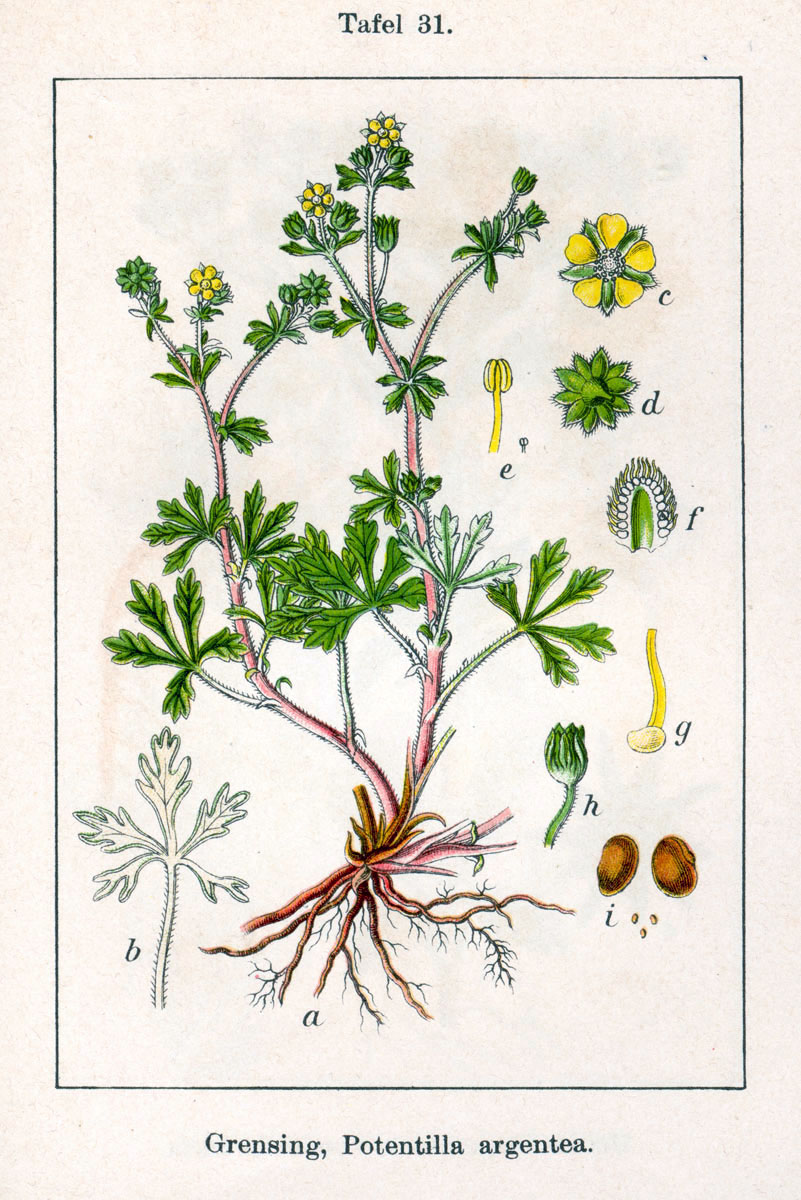